# 2096 Väinö
A 2096 Väinö (ideiglenes jelöléssel 1939 UC) a Naprendszer kisbolygóövében található aszteroida. Yrjö Väisälä fedezte fel 1939. október 18-án.